# Кен Макалпайн
Кенет Макалпайн (на английски: Kenneth McAlpine), по-известен само като Кен Макалпайн, е бивш британски автомобилен състезател, пилот от Формула 1. Роден на 21 септември 1920 г. в Кобам, Великобритания.

## Формула 1
Кен Макалпайн прави своя дебют във Формула 1 в Голямата награда на Великобритания през 1952 г. В световния шампионат записва 7 състезания като не успява да спечели точки, състезава се само за отбора на Коно.